# ألان هوفر
ألان هوفر (بالإنجليزية: Allan Hoover) (و. 1907 – 1993 م) هو خبير مالي، ومربي ماشيةمهندس تعدين أمريكي، هو الابن الأصغر للرئيس الأمريكي هربرت هوفر توفي عن عمر يناهز 86 عاماً.

## التعليم
تعلم في كلية هارفرد للأعمال، وجامعة هارفارد، وجامعة ستانفورد.